# Gavojdia

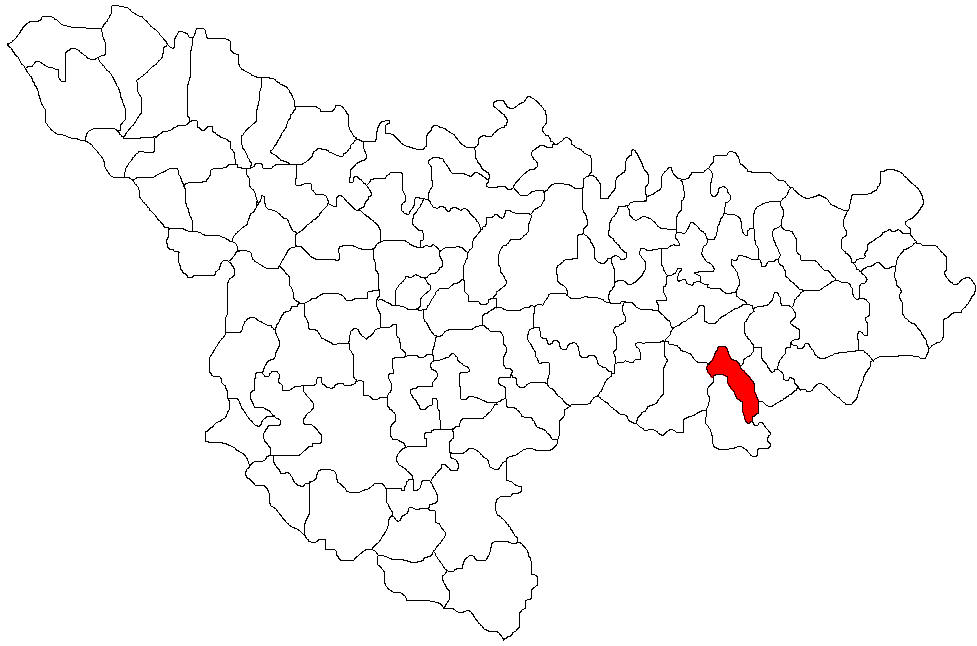
Lage der Gemeinde Gavojdia im Kreis Timiș

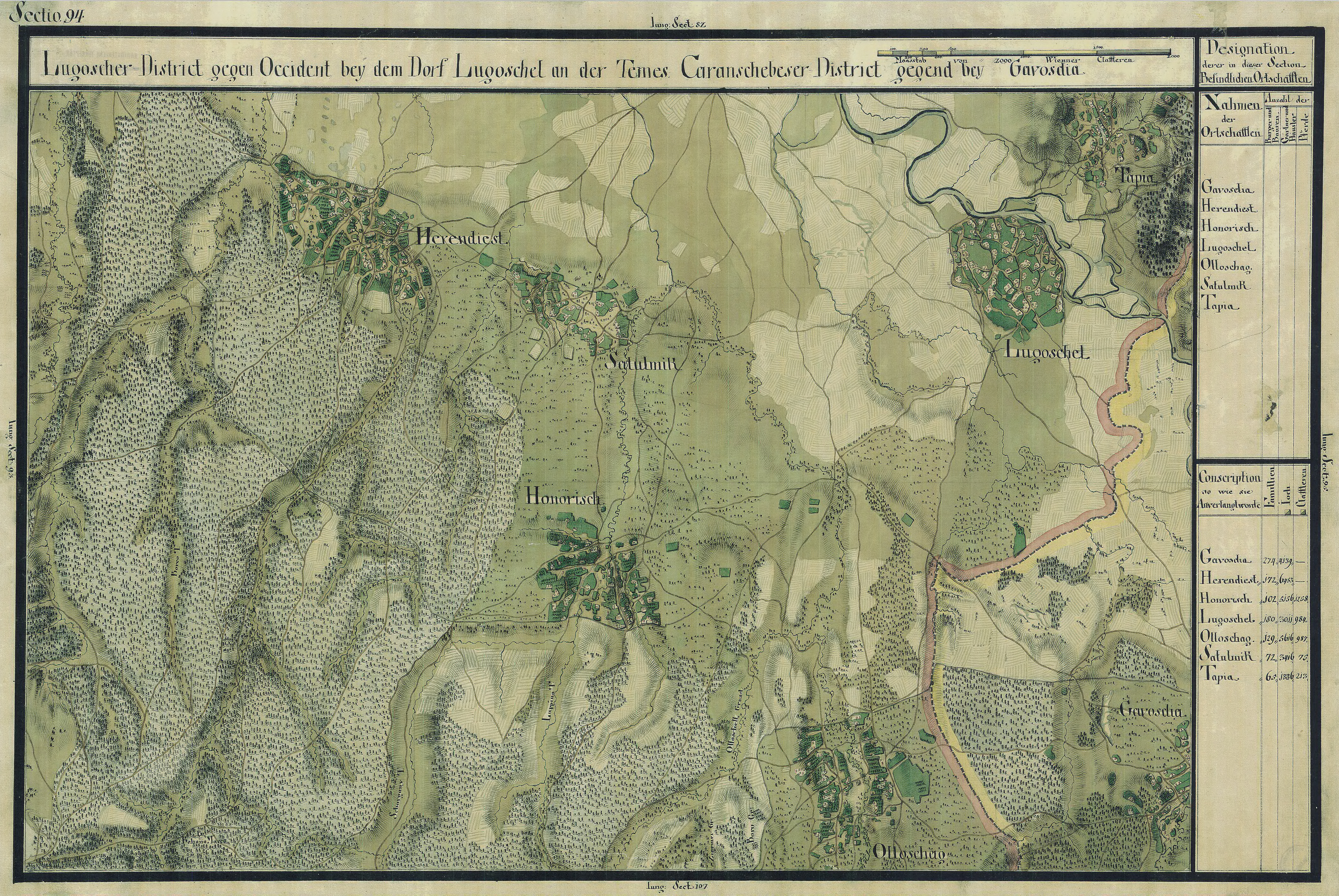
Gavojdia auf der Josephinischen Landaufnahme (1769–1772)

Gavojdia (auch Găvojdia; deutsch Gawoschdia, ungarisch Gavosdia) ist eine Gemeinde im Kreis Timiș, in der Region Banat, im Südwesten Rumäniens. Zu der Gemeinde Gavojdia gehören auch die Dörfer Jena, Lugojel und Sălbăgel.

## Geografische Lage
Gavojdia liegt im Südosten des Kreises Timiș, an der Europastraße E-70 und an der Eisenbahnstrecke Caransebeș-Lugoj-Timișoara, in 71,6 Kilometer Entfernung von Timișoara und 11,6 Kilometer von Lugoj und grenzt an den Kreis Caraș-Severin.

## Nachbarorte
| Victor Vlad Delamarina | Măguri                                      | Criciova |
| Honorici               | Kompassrose, die auf Nachbargemeinden zeigt | Jdioara  |
| Știuca                 | Sălbăgelu Nou                               | Jena     |

## Geschichte
Gavojdia wurde 1363 erstmals urkundlich erwähnt. 
1447 schenkte Johann Hunyadi ein Teil des Guts an Dan und Vlad Temesely, der andere Teil war im Besitz von Peter und Janos Denes.
In alten ungarischen Urkunden taucht der Ort unter der Bezeichnung Cuvejd, zwischen 1514 und 1516 als Gavojdioara auf.
Auf der Josephinischen Landaufnahme von 1717, war der Ort Gavosdia vermerkt. Nach dem Frieden von Passarowitz (1718), als das Banat eine Habsburger Krondomäne wurde, war Gavosdia Teil des Temescher Banats.
Am 4. Juni 1920 wurde das Banat infolge des Vertrags von Trianon dreigeteilt. Der größte, östliche Teil, zu dem auch Gavojdia gehört, fiel an das Königreich Rumänien.
Infolge des Waffen-SS Abkommens vom 12. Mai 1943 zwischen der Antonescu-Regierung und Hitler-Deutschland wurden alle deutschstämmigen wehrpflichtigen Männer in die deutsche Armee eingezogen.
Noch vor Kriegsende, im Januar 1945, fand die Deportation aller volksdeutschen Frauen zwischen 18 und 30 Jahren und Männer im Alter von 16 bis 45 Jahren zur Aufbauarbeit in die Sowjetunion statt. 
Das Bodenreformgesetz vom 23. März 1945, das die Enteignung der deutschen Bauern in Rumänien vorsah, entzog der ländlichen Bevölkerung die Lebensgrundlage.
Der enteignete Boden wurde an Kleinbauern, Landarbeiter und Kolonisten aus anderen Landesteilen verteilt. Anfang der 1950er Jahre wurde die Kollektivierung der Landwirtschaft eingeleitet. 
Durch das Nationalisierungsgesetz vom 11. Juni 1948, das die Verstaatlichung aller Industrie- und Handelsbetriebe, Banken und Versicherungen vorsah, fand die Enteignung aller Wirtschaftsbetriebe unabhängig von der ethnischen Zugehörigkeit statt.

## Demografie
Die Bevölkerungsentwicklung der Gemeinde Gavojdia:
| 1880 | 3591 | 3129 | 165 | 230 | 67                |
| 1910 | 4257 | 3637 | 361 | 186 | 73                |
| 1930 | 3681 | 3366 | 147 | 108 | 60                |
| 1977 | 3576 | 3301 | 29  | 24  | 222               |
| 2002 | 3169 | 2752 | 42  | 17  | 358               |
| 2021 | 2719 | 2423 | 3   | -   | 293 (40 Ukrainer) |